# گمینا ژارنوو
گمینا ژارنوو (به لهستانی:  Gmina Żarnów) یک گمینا در لهستان است که در شهرستان اوپوچنو واقع شده‌است. گمینا ژارنوو ۱۴۰٫۷ کیلومتر مربع مساحت و ۶٬۲۶۰ نفر جمعیت دارد.